# Eurylochos (Feldherr des Ptolemaios IV.)
Eurylochos (altgriechisch Εὐρύλοχος) war im 3. Jahrhundert v. Chr. ein Feldherr des ägyptischen Königs Ptolemaios IV. Philopator.
Laut dem griechischen Historiker Polybios, der die einzigen erhaltenen Informationen über Eurylochos liefert, stammte dieser aus Magnesia, wobei allerdings nicht klar ist, ob die thessalische Landschaft Magnesia oder die Stadt Magnesia am Mäander gemeint ist. Als Sosibios und Agathokles, die unter Ptolemaios IV. die maßgeblichen Leiter der ägyptischen Politik waren, die ptolemäischen Streitkräfte aufrüsten und trainieren ließen, um sie auf die bevorstehende militärische Entscheidung gegen den Seleukidenkönig Antiochos III. den Großen vorzubereiten, gehörte der Offizier Eurylochos zu deren Ausbildern. Bald darauf wurde Eurylochos Kommandant von 3.000 königlichen Leibgardisten und nahm mit diesen 217 v. Chr. an der Schlacht von Raphia teil, bei der die Ägypter einen bedeutenden Sieg über Antiochos III. errangen. Später wird Eurylochos nicht mehr erwähnt.